# Hans Werner Kilz

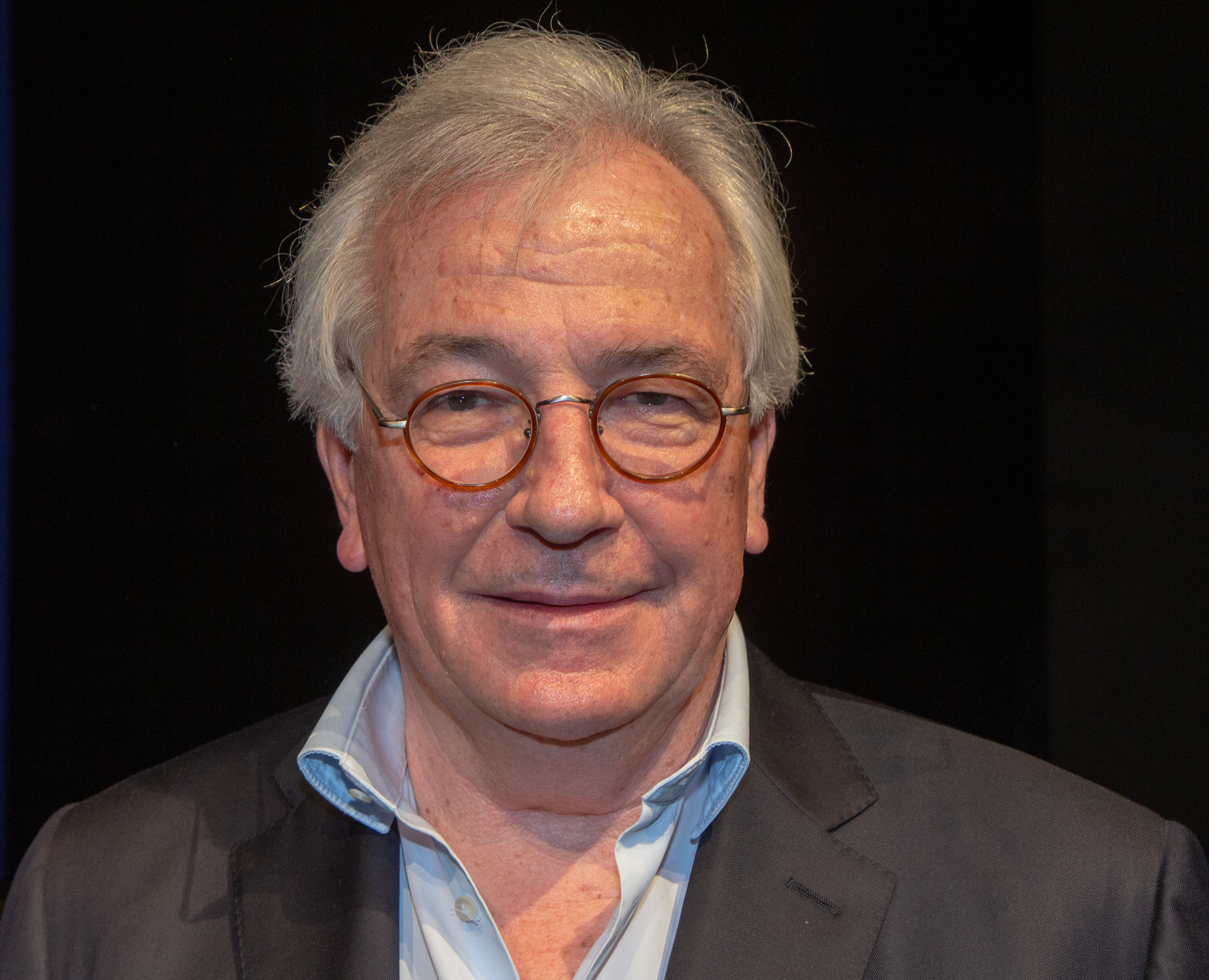
Hans Werner Kilz, 2019

Hans Werner Kilz (* 3 de noviembre de 1943 en Worms) es un periodista alemán y antiguo redactor jefe de la revista semanal Der Spiegel y del periódico Süddeutsche Zeitung.

## Vida
Kilz nació en Worms am Rhein en 1943 y visitó la escuela primaria y el instituto locales, aprobando la selectividad en 1963.
De 1964 a 1967 completó su formación como periodista en Düsseldorf y en el Instituto para Publicidad (en alemán, Institut für Publizistik) de Universidad de Maguncia.
En Mainz trabajó desde 1968 como redactor político del periódico Allgemeinen Zeitung. En 1970 fue contratado por el semanario Der Spiegel como redactor nacional sus oficinas, primero en Maguncia y posteriormente en Fráncfort del Meno. En el año 1981 fue designado como adjunto del jefe de sección del Spiegel y se mudó a su sede principal en Hamburgo. Cinco años después, se convirtió en el director la sección nacional para el Spiegel. Estuvo trabajando en dicho puesto hasta 1989. Durante su estancia en Hamburgo escribió dos libros: el primero analiza el Caso Flick y el segundo abarca el debate sobre la figura del Gesamtschule en el sistema escolar alemán.
Entre octubre y diciembre de 1989 fue miembro del John F. Kennedy School de la Universidad de Harvard en Cambridge, Massachusetts. Tras ello se convirtió en el redactor jefe del Spiegel, hasta el 16 de diciembre de 1994 cuando fue sustituido por Stefan Aust. Desde 1995 hasta 1996 pasó un año como miembro del Center for International Affairs de la Universidad de Harvard, en Cambridge. En febrero de 1996 fue contratado como redactor jefe del Süddeutsche Zeitung, jubilándose a finales de 2010. Kurt Kister, hasta entonces su adjunto, fue designado como sucesor suyo. Hans Werner Kilz fue nombrado el 1 de marzo de 2011 como miembro del consejo de administración del grupo multimedia M. DuMont Schauberg.
Kilz colabora desde 2011 como columnista en el periódico semanal Die Zeit, asesorando además en las secciones de periodismo de investigación.
Hans Werner Kilz está casado y tiene tres hijos.

## Honores
Kilz recibió el premio Internationalen Publizistik-Preis, Klagenfurt y es portador de la Orden del Mérito de la República Federal del Alemania (2005).
El 21 de diciembre de 2010 fue galardonado por la revista Medium Magazin con el premio honorífico „Lebenswerk“ por su larga trayectoria como redactor jefe del Süddeutsche Zeitung.
El 18 de enero de 2011 se le fue otorgada la medalla Carl-Zuckmayer-Medaille.

## Publicaciones
- Gesamtschule – Modell oder Reformruine? (Rowohlt 1980)
- Flick – Die gekaufte Republik (Rowohlt 1982)
- Eingewandert ins eigene Land. Was von Rot-Grün bleibt (Pantheon 2006)